# 起請文
起請文（日语：／ Kishōmon）是日本古代的文書之一。用作建立約定時，向神佛起誓不打破約定的文書。亦有與起請混用的情況。

## 概要
首先寫下約定和契約內容，之後列出發出者所信仰的神佛名，最後寫出若違反約定時就受到神佛處罰的文言。後兩者被稱為「神文」或「罰文」，在神文前寫下契約內容的部分被稱為「前書」。
從鎌倉時代後期開始，起請文就寫在各地社寺頒布的名為「牛王寶印」（或稱「牛玉寶印」）的護符內，成為通例。從此，寫下起請文就被稱為「翻寶印」（宝印を翻す）。特別是熊野三山的牛王寶印（熊野牛王符）就經常使用，違反寫在熊野的牛王寶印內的起請文的約定的話，熊野的神使烏鴉就會堕於三羽死地獄，被稱為「熊野誓紙」。
在日本戰國時代，各地的戰國大名等地域勢力出現，隨著戰國大名的勢力成長，大名領國之間的國境連接，軍事同盟的締結和合戰等大名之間的外交關係變得顯著，在軍事同盟締結和合戰和睦時，為了確認雙方的信賴，雙方會交換起請文。
另外，在西日本一般會寫下天照大神，在中世紀的東國則比較少見。關於這點，新田一郎認為天照大神是「說虚言的神」，天照大神欺騙大國主神，以取得國土，東國人不會向這樣的神發誓（『貞永式目』起請文的注釋）。

## 南蠻誓詞
在江戶時代的德川幕府的禁教令下，棄教的吉利支丹不只要寫下對日本神佛的起請文（日本誓詞），更要對基督教的神、天使、聖人棄教發誓的起請文（南蠻誓詞）並寫下血判。
作為確認棄教意義的物品，有名的是踏繪，實際上誓詞比較重要，從幕末至明治初期爆發的浦上四番崩中，亦沒有使用踏繪，而是用南蠻誓詞的血判。